# Geras (Mythologie)

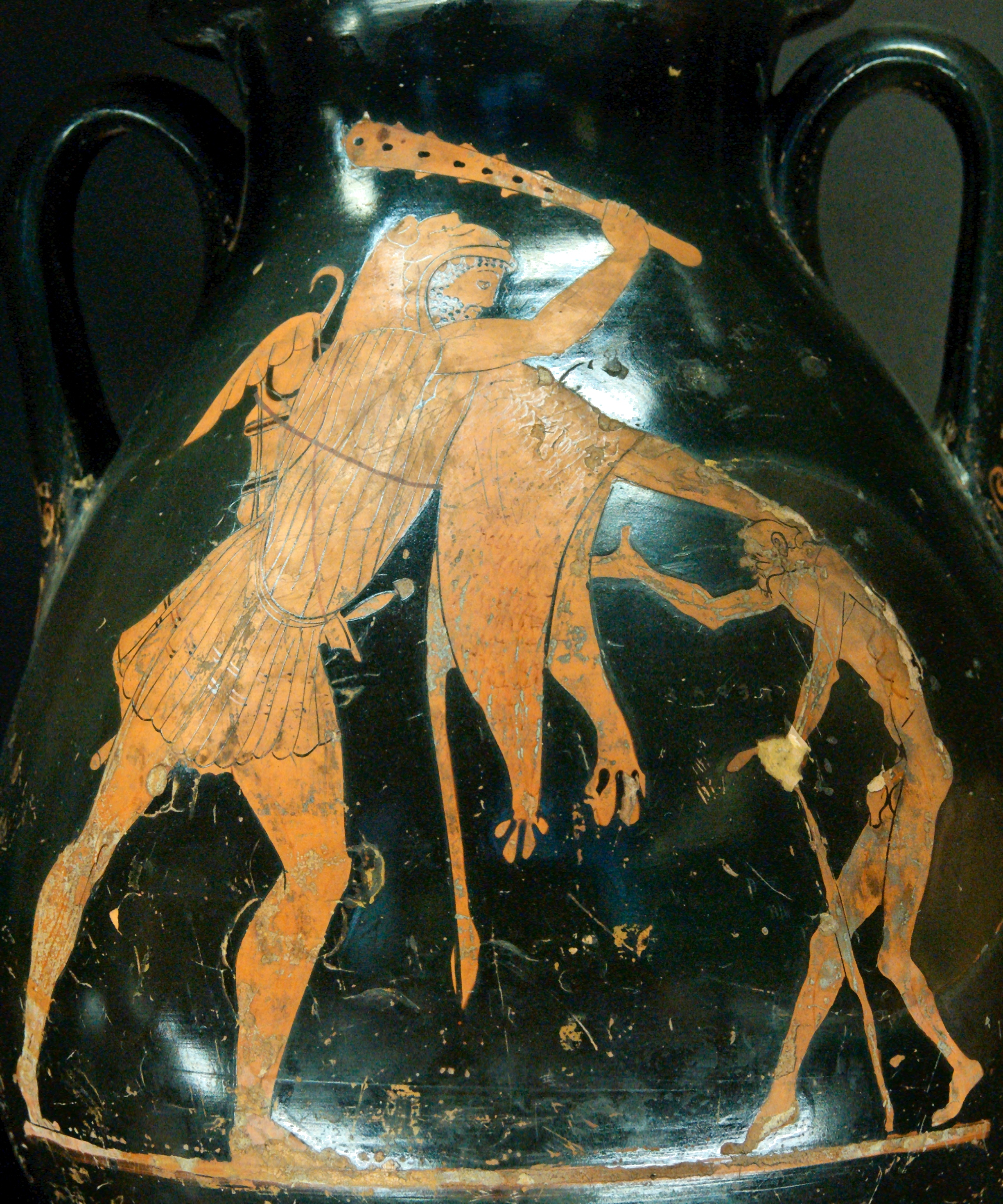
Herakles erschlägt Geras. Attisch-rotfigurige Pelike. Geras-Maler, ca. 480–470 v. Chr.

Geras (altgriechisch Γῆρας Gḗras, deutsch ‚Greisenalter‘) ist in der griechischen Mythologie die Personifikation des hohen Alters. Sein römisches Pendant ist gleichbedeutend Senectus.
Nach der Theogonie von Hesiod ist er ein Sohn der Göttin Nyx. Bei Hyginus und Cicero ist sein Vater Erebos. Geras ist das Gegenstück zu Hebe, der Verkörperung der Jugend.
Als Motiv der griechischen Kunst wird er als altes schrumpeliges Männlein im Kampf mit Herakles dargestellt, der ihn besiegt. Herakles wird als einer der zwei einzigen Sterblichen (neben ihm auch Dionysos) von den Göttern mit Unsterblichkeit ausgestattet, zum Gott erhoben und in den Olymp aufgenommen.
Philostratos berichtet, dass ein griechischer Tempel des Geras in Cádiz (damals Gadeira) bestand.
Nicht zu verwechseln ist der Ausdruck mit dem in der Ilias zentralen Ehrebegriff Geras (γέρας géras). Der zweite Buchstabe ist hier das griechische Epsilon. Der Streit um das Ehregeschenk (weitere Bedeutung von γέρας) führte zum Zorn des Achilleus.